# Hi-Teknology
Hi-Teknology è l'album di debutto da solista del produttore hip hop statunitense Hi-Tek, pubblicato nel 2001.
| Recensione | Giudizio |
| ---------- | -------- |
| AllMusic   | [ 1 ]    |
| RapReviews | [ 2 ]    |

## Tracce
1. Scratch Rapping – 2:04
2. The Sun God (featuring Common & Vinia Mojica) – 4:34
3. Get Back Pt. II (featuring DCQ & Talib Kweli) – 3:46
4. Breakin' Bread (featuring Brian Digby Jr., Crunch, Donte & Main Flow) – 3:53
5. All I Need Is You (featuring Cormega & Jonell) – 3:39
6. Where I'm From (featuring Jinx da Jury) – 3:11
7. Tony Guitar Watson – 1:00
8. Round & Round (featuring Jonell) – 3:30
9. Get Ta Steppin' (featuring Mos Def & Vinia Mojica) – 4:37
10. Theme from Hi-Tek (featuring Talib Kweli) – 1:48
11. L.T.A.H. (featuring Slum Village) – 3:52
12. Suddensly (featuring Donte & Main Flow) – 3:25
13. The Illest It Gets (featuring Buckshot) – 4:24
14. Hi-Teknology (featuring Jonell) – 1:38

## Classifiche
| Classifica (2001)         | Posizione massima |
| ------------------------- | ----------------- |
| Stati Uniti               | 66                |
| US Top R&B/Hip-Hop Albums | 12                |